# Lichtbond
Lichtbond is een aanduiding die een georganiseerde groep naturistenverenigingen gebruikt.
Vanuit de naturistisch opgelegde leefwijze zoals die bij de organisatie Zon en Leven geldt, is er voor vrijere naturistische recreatie in 1953 te Amsterdam de “Nederlandse Lichtbond” opgericht. Zo werden alcoholische dranken toegestaan en was vegetarisme niet verplicht.
Hun eerste terrein was een eiland in de Ankeveense Plassen.
Vanuit deze bond werd Lichtbond Noord (1956), de Zuid-Hollandse Lichtbond en Arnhemse Lichtbond opgericht. In 1954 werd de oorspronkelijke Nederlandse lichtbond in naam gewijzigd naar “Amsterdamse lichtbond”. In later jaren zijn er nog meer lichtbonden met terreinen opgericht. Nog later ontstonden ook zelfstandige verenigingen.
In 1961 hebben de lichtbonden samen met onder andere "Zon en Leven" het overkoepelende NFN opgericht. Sindsdien kunnen zij – ook voor zelfstandige aangesloten naturistenverenigingen – nationale en internationale belangen behartigen.
Jaarlijks wordt in mei of begin juni door belangenorganisatie NFN de open dag Naaktrecreatie georganiseerd. Daarbij stellen de meeste verenigingen – zowel de georganiseerde als zelfstandige – hun terreinen  open.
De terreinen van de lichtbonden voeren het Prettig Bloot keurmerk.